# Aeroportul Internațional Narita
Aeroportul Internațional Narita (成田国際空港 Narita Kokusai Kūkō?) (IATA: NRT, ICAO: RJAA), cunoscut și sub numele de Aeroportul Tokyo Narita, anterior și Aeroportul Internațional New Tokyo (新東京国際空港 Shin Tōkyō Kokusai Kūkō?), este un aeroport internațional care deservește metropola Tokyo din Japonia. Acesta este situat la aproximativ 60 km spre est de centrul Tokyo, în Prefectura Chiba, la granița dintre orașele Narita și Shibayama.
Narita este aeroportul internațional principal din Japonia, pe care operează în jur de 50% din traficul internațional de pasageri și 60% din traficul internațional de mărfuri. Începând cu 2016, Narita a fost al doilea cel mai aglomerat aeroport de pasageri din Japonia (după Aeroportul Haneda din Tokyo) și al zecelea cel mai aglomerat pentru transportul aerian de mărfuri din lume. Pista sa de 4.000 de metri deține recordul pentru cea mai lungă pistă din Japonia, alături de cea de-a doua pistă de la Aeroportul Internațional Kansai din Osaka.
Narita este hub internațional principal pentru Japan Airlines, All Nippon Airways și Nippon Cargo Airlines și hub pentru transportatorii low-cost Jetstar Japan, Peach și Vanilla Air.
În 2017, Narita a deservit 40.631.193 pasageri, fiind astfel al 49-lea cel mai aglomerat aeroport din lume în ceea ce privește traficul de pasageri.

## Terminale

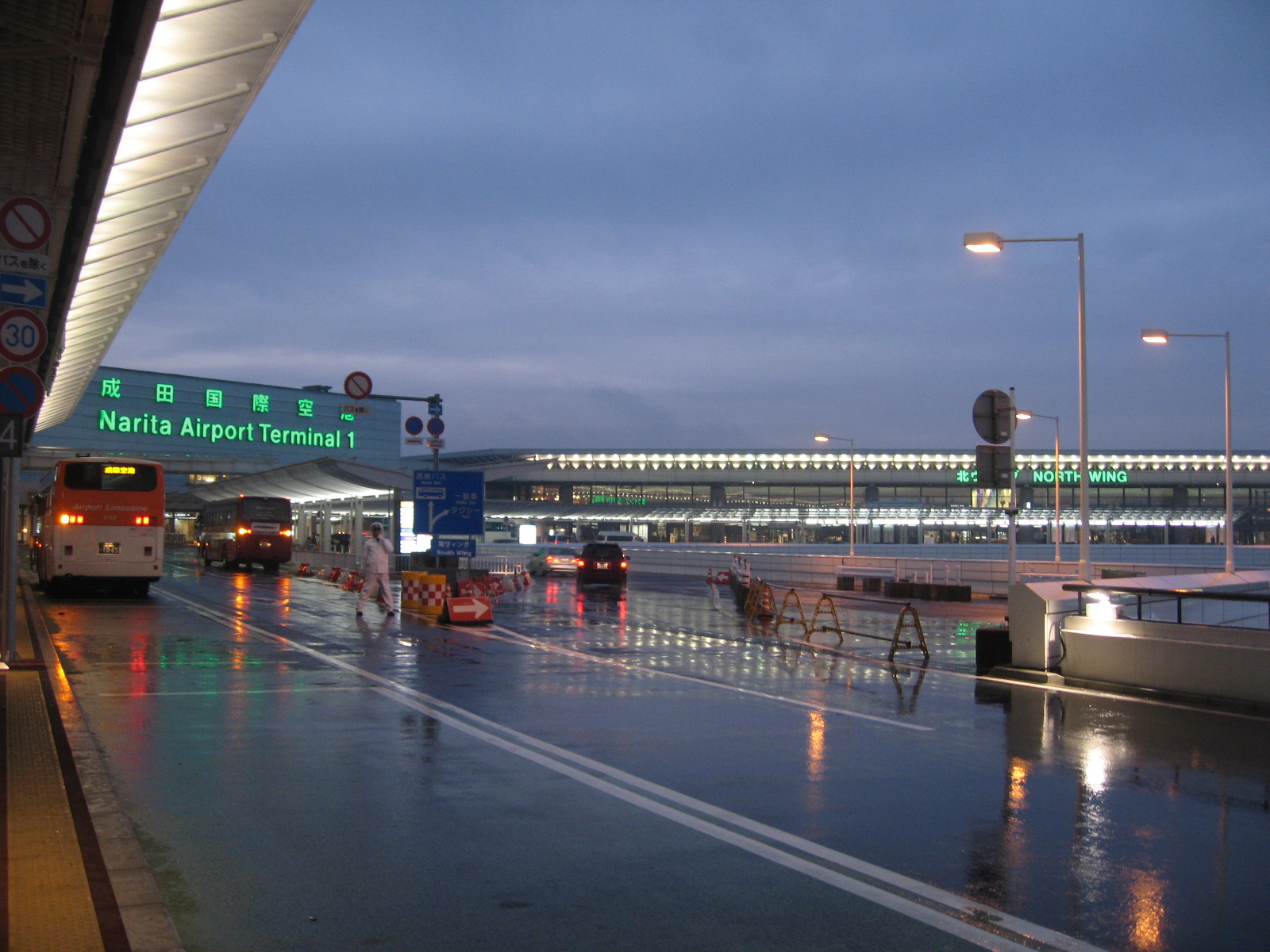
Exteriorul Terminalului 1 cu Clădirea Centrală și Aripa de Nord vizibile

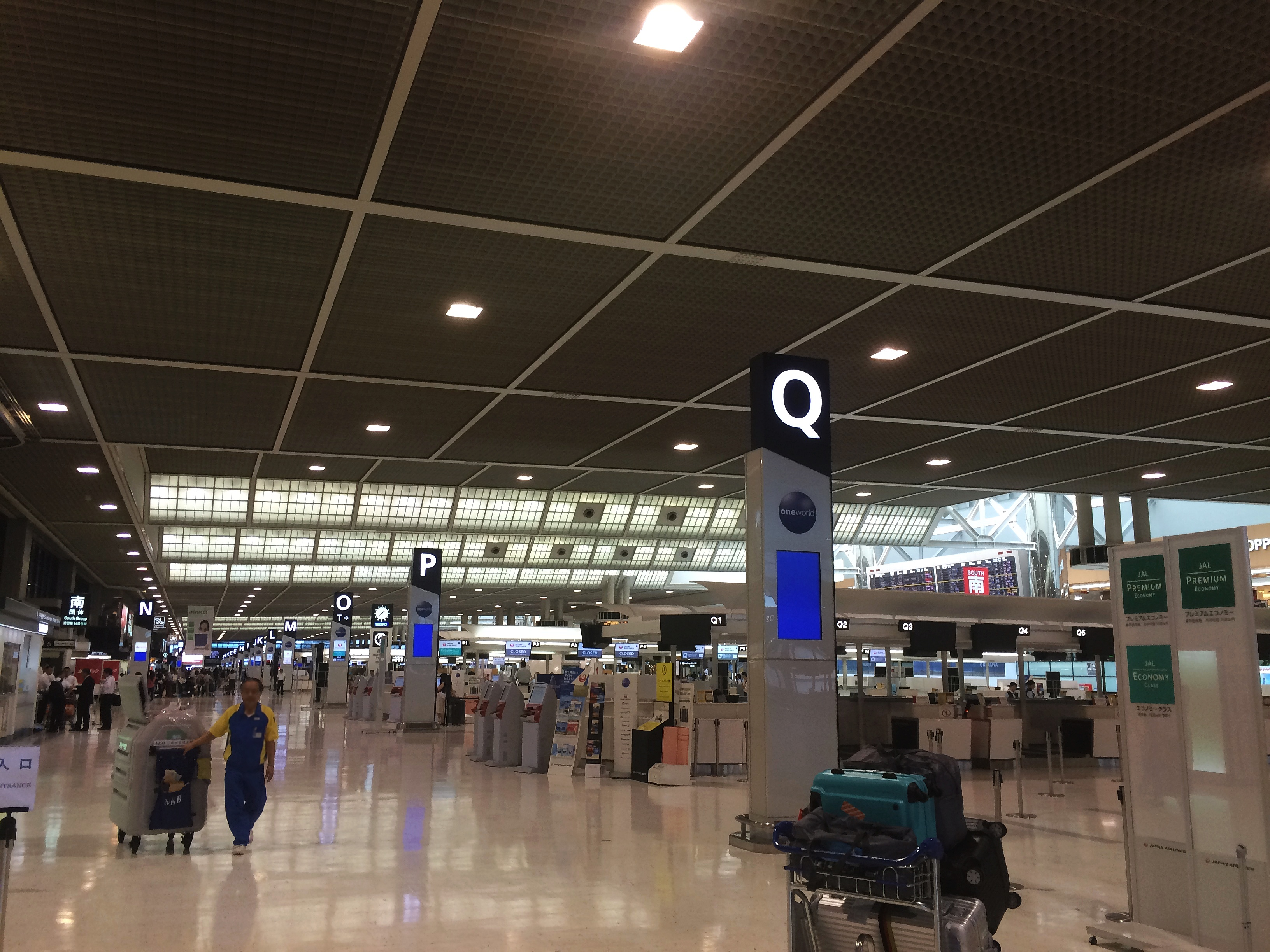
Sala de plecări din Terminalul 2

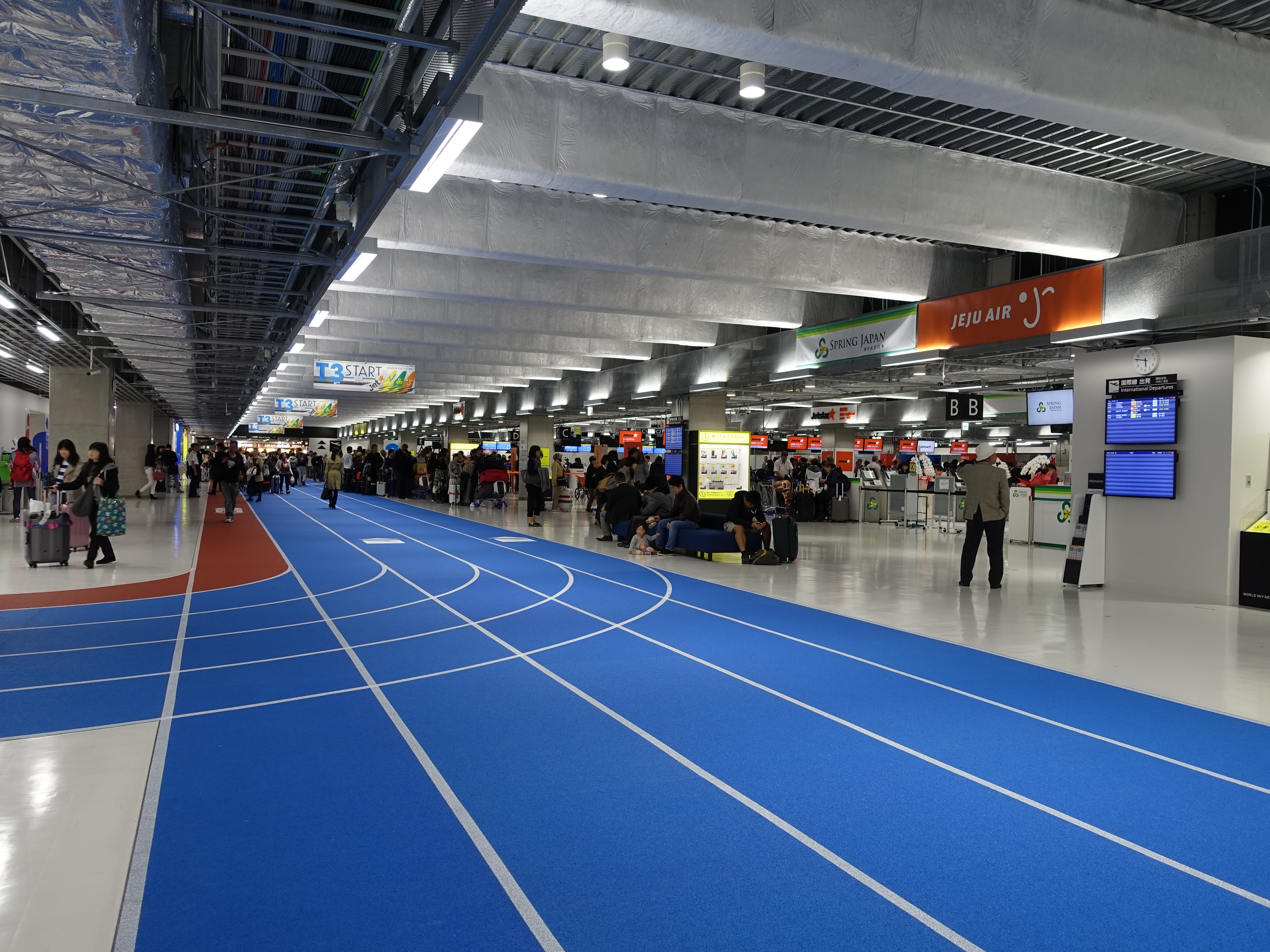
În interiorul Terminalului 3

Narita a fost printre primele aeroporturi din lume care și-a planificat terminalele în jurul celor trei alianțe aeriene internaționale majore. Începând cu anul 2006, aeroportul a oferit transportatorilor SkyTeam Aripa de Nord a Terminalului 1, transportatorilor Star Alliance transportatorilor Aripa de Sud a Terminalului 1, iar celor Oneworld Terminalul 2.

### Terminalul 1
Terminalul 1 foloseste un design cu terminale satelit, împărțit într-o Aripa de Nord (北ウイング 'kita-uingu'), Clădirea Centrală (chūō-biru), și o Aripă de Sud. Doi sateliți circulari, Sateliții 1 (porțile 11-18) și 2 (porțile 21-24), sunt conectați la Aripa de Nord. Sateliții 3 și 4 (porțile 26-38 și porțile 41-47) creează o sală liniară conectată la Clădirea Centrală. Satelitul 5 (porțile 51-58) este conectat la Aripa de Sud.
Procedurile de check-in sunt desfășurate la etajul al patrulea, iar plecările și controlul de frontieră au loc la etajul al treilea. Pasagerii care sosesc trec prin controlul de frontieră la etajul al doilea, iar apoi își preiau bagajele și trec prin vamă la primul etaj. Cele mai multe magazine și restaurante sunt situate la etajul al patrulea al Clădirii Centrale. Aripa de Sud include un mall duty-free numit „Narita Nakamise”.
Japan Airlines a folosit Terminalul 1 înainte de a se alătura Oneworld.
Aripa de Nord a servit ca hub pentru alianța SkyTeam din 2007, când Delta Air Lines și Aeroflot s-au alăturat Air France, KLM, Korean Air și altor membri SkyTeam care operau deja acolo. Începând din 2016, Aircalin, Hawaiian Airlines, Jin Air și Etihad Airways sunt singurele companii non-SkyTeam care operează din Aripa de Nord.
Aripa de Sud și Satelitul 5 au fost deschise în iunie 2006 ca terminal pentru membrii Star Alliance. Construcția Aripii de Sud a durat aproape un deceniu și a dus la dublarea suprafaței Terminalului 1 la un total de 440.000 de metri pătrați. Astăzi, toți membrii Star Alliance utilizează această aripă, împreună cu non-membrii Air Busan, MIAT, Uzbekistan Airways.

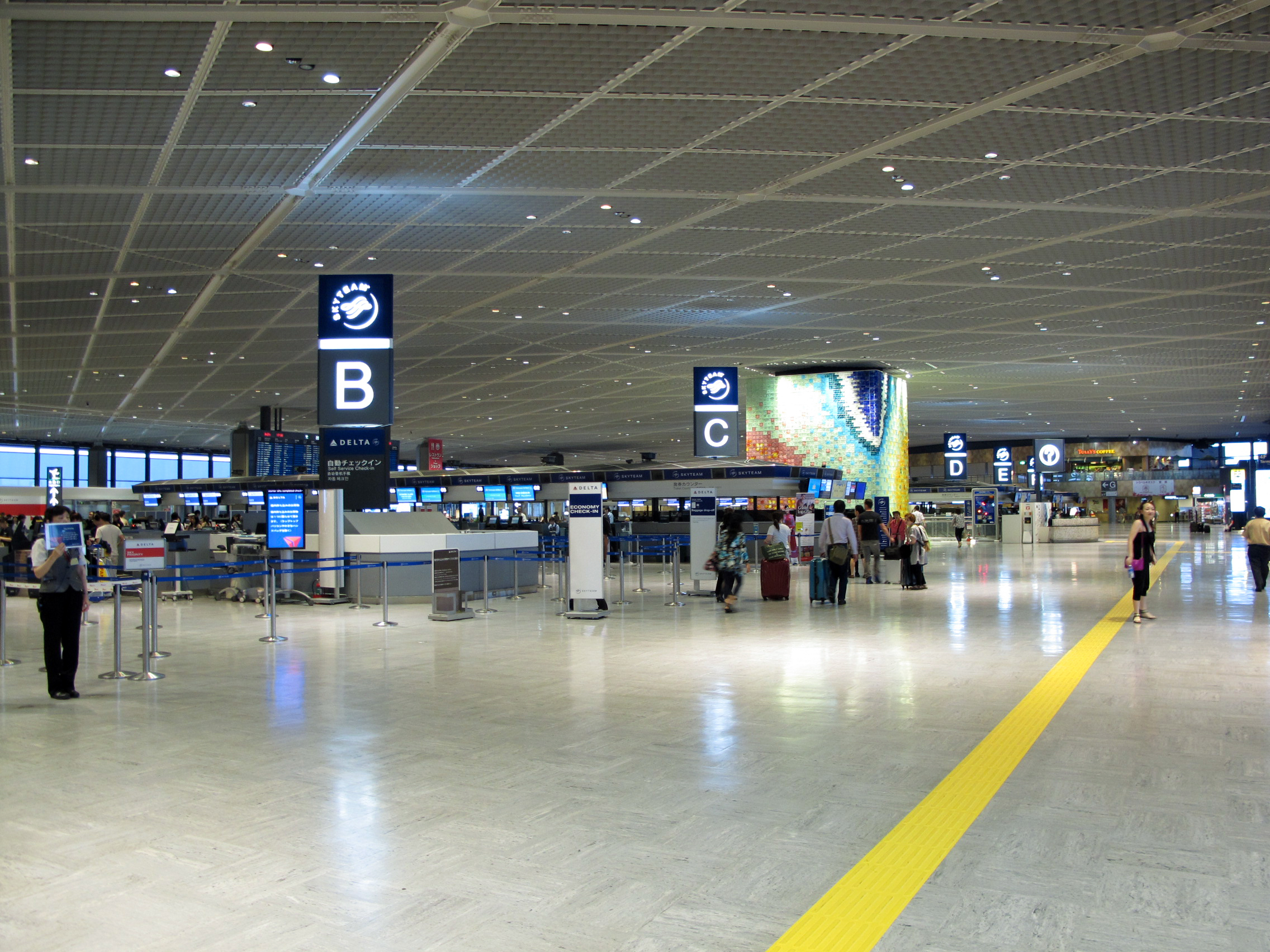
Sala de plecări
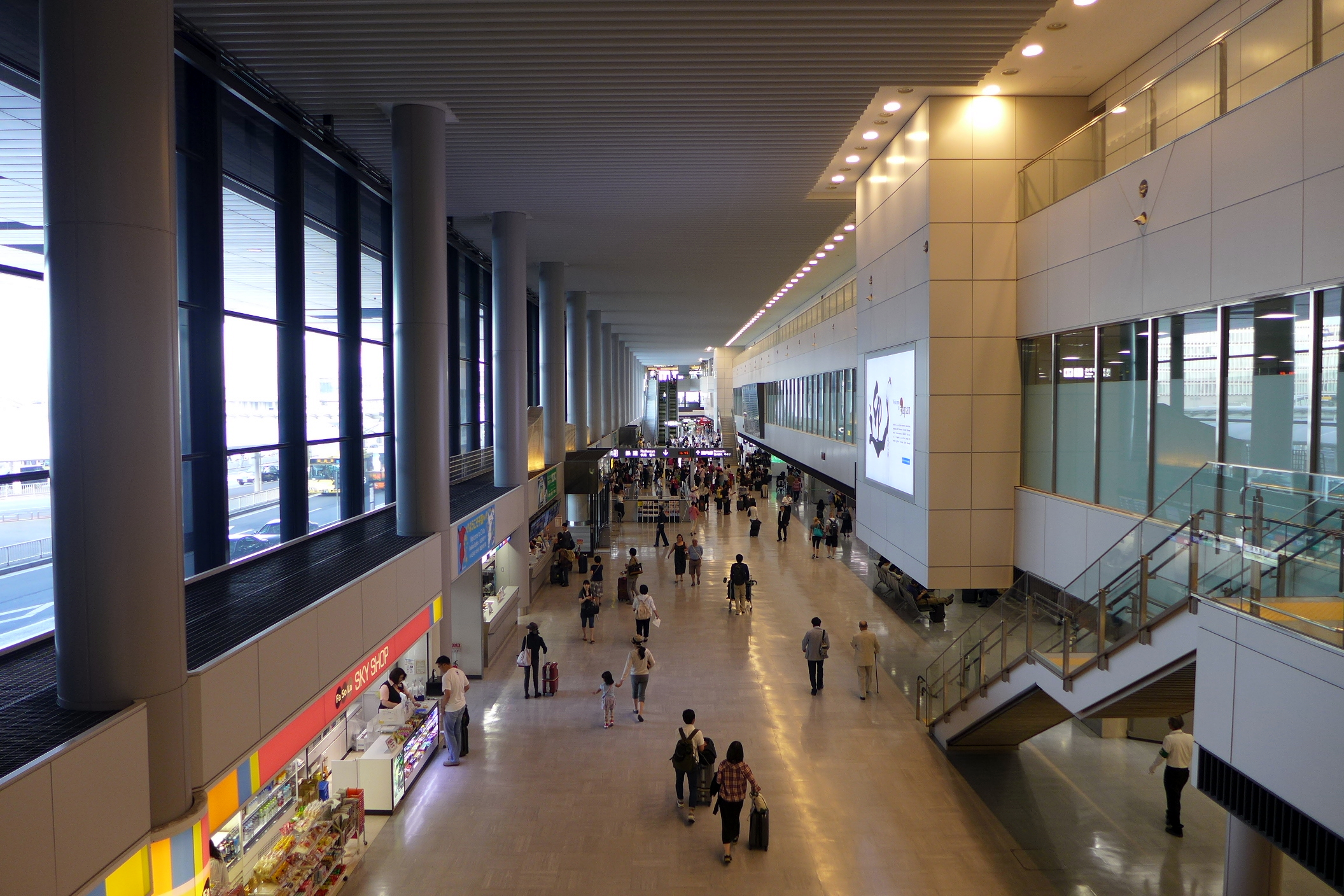
Sosiri
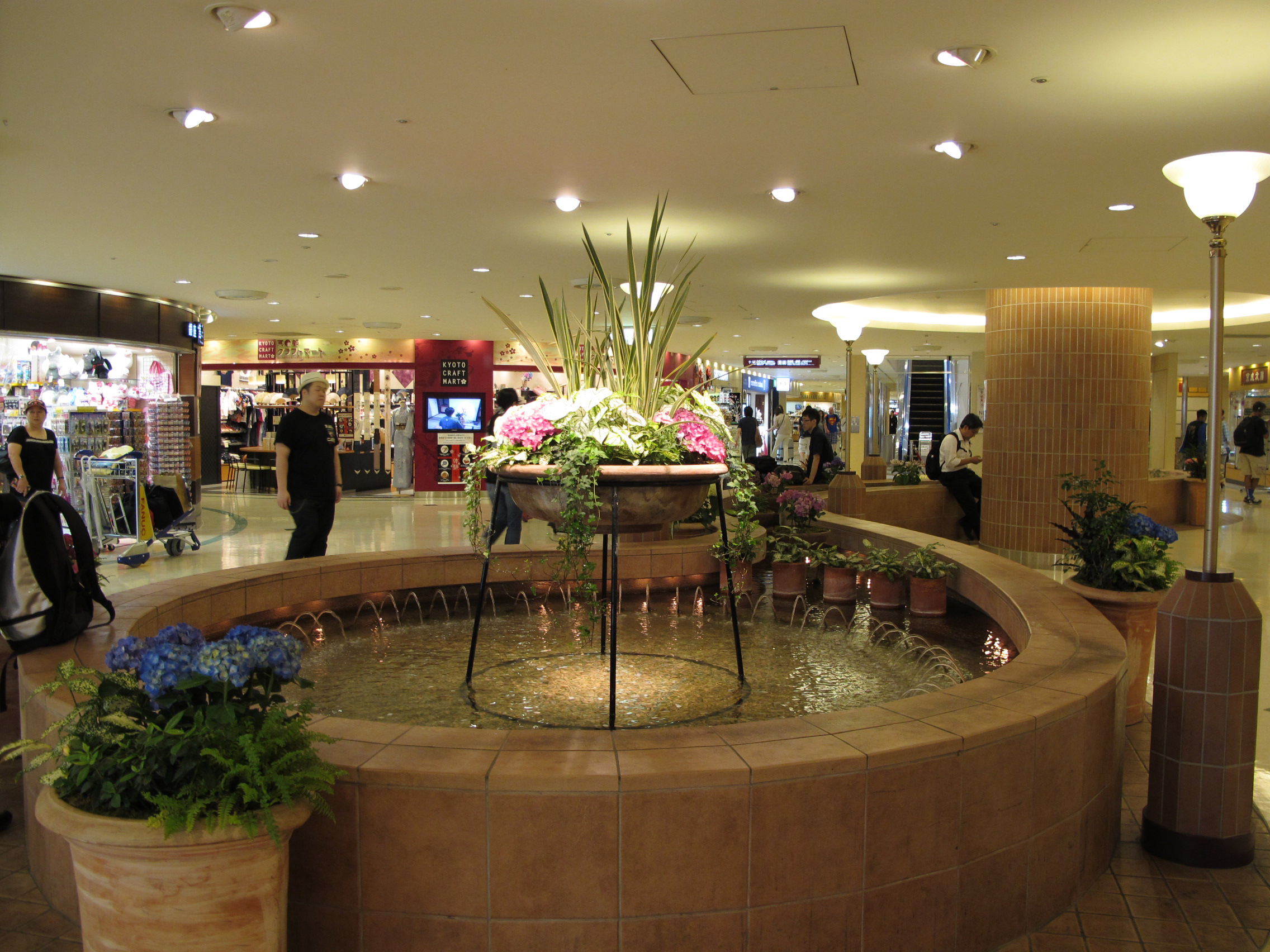
Fântână
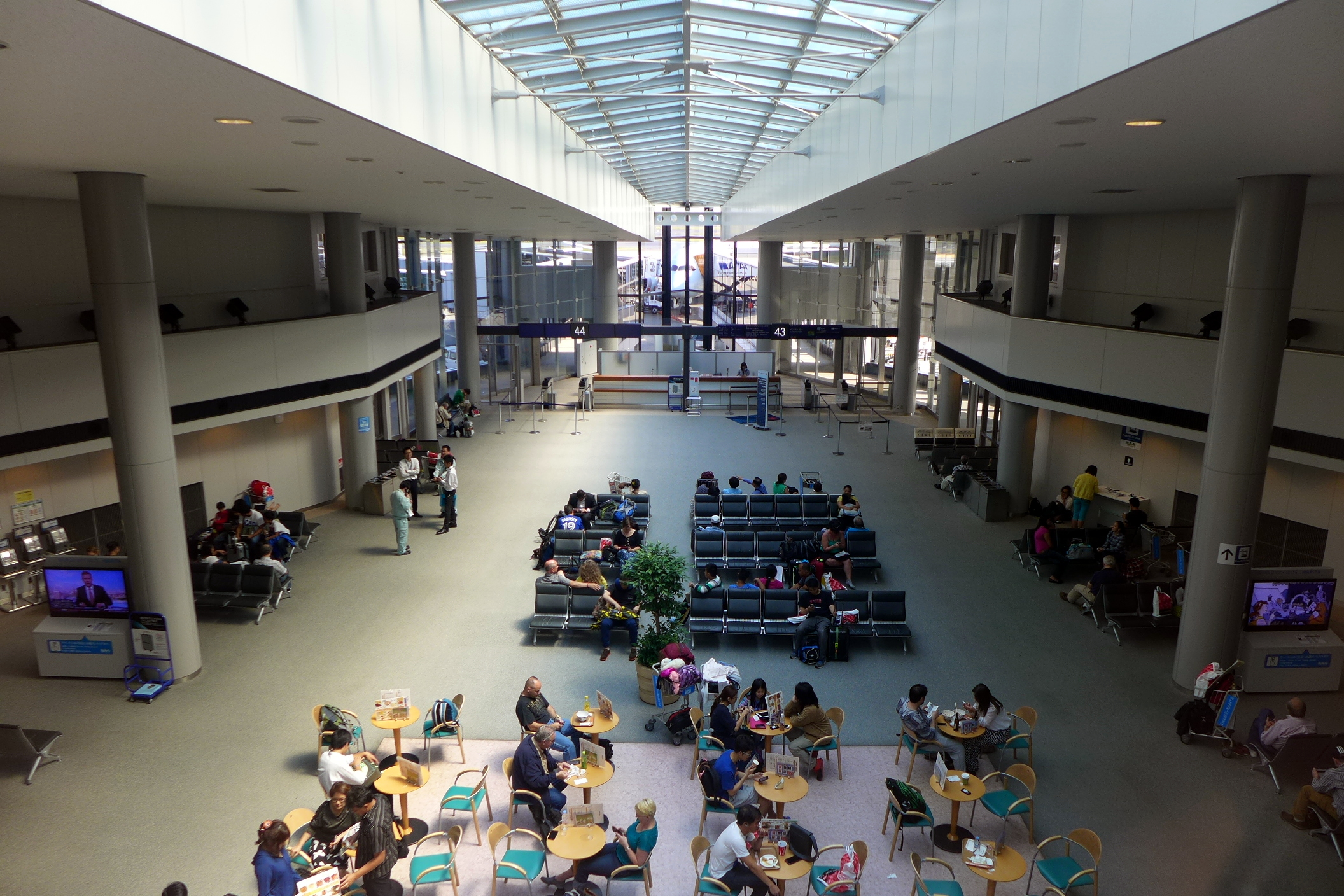
T1, porțile 43-44
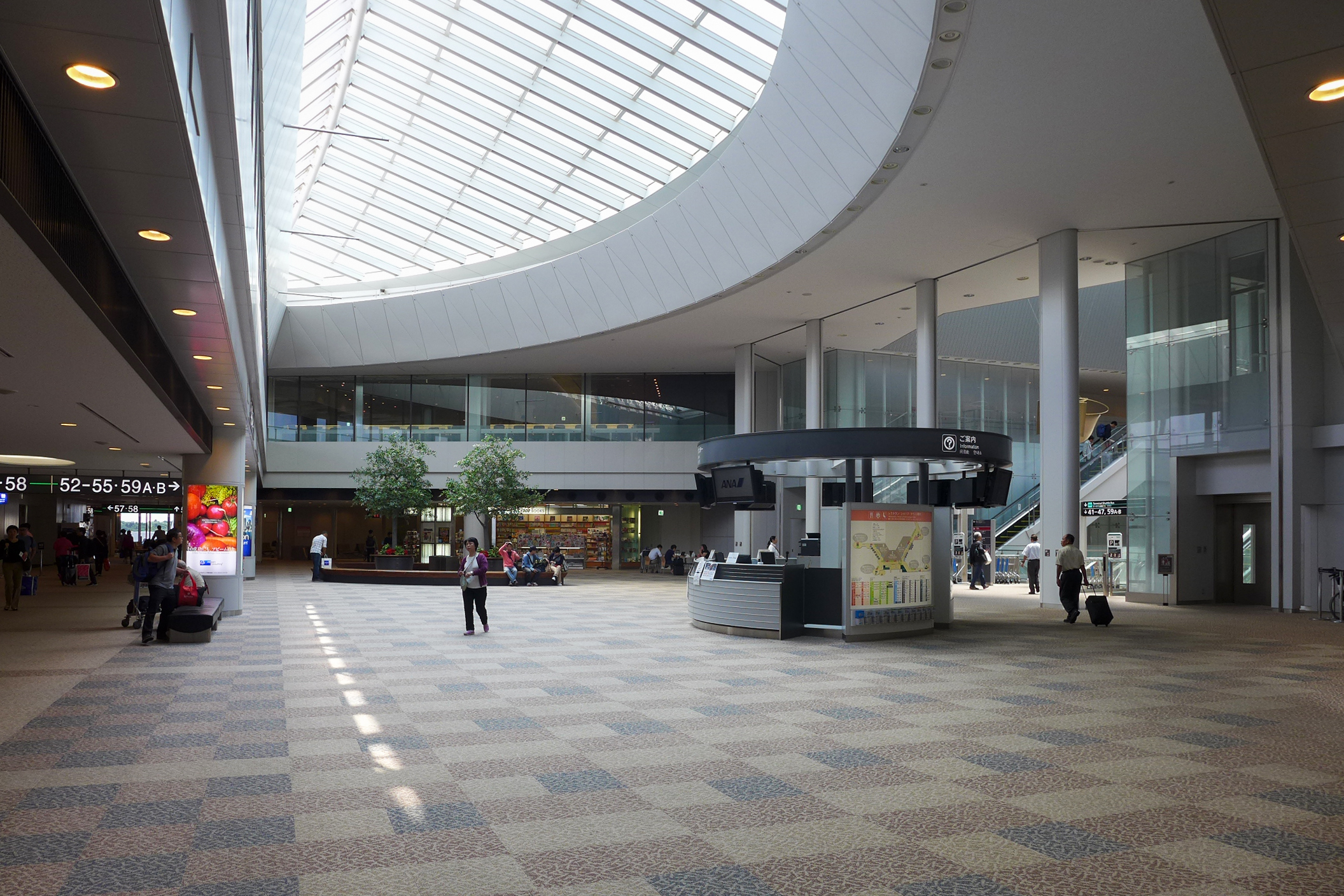
T1

### Terminalul 2
Terminalul 2 este împărțit într-o clădire principală (honkan) și o clădire satelit, ambele concepute cu săli liniare. Cele două erau legate de un Sistem de Transfer, proiectat de către Japan Otis Elevator, până la deschiderea unei noi pasarele pe data de 27 septembrie 2014. Terminalul 2 poate deservi aeronave mari precum A380 (operat de Emirates) și Boeing 747-8.
Terminalul 2 a include un mall duty-free numit „Narita 5th Avenue”, cel mai mare mall duty-free din Japonia.
Pentru zborurile interne, trei porți (65, 66 și 67) din clădirea principală sunt conectate la sala principală de plecări și la un spațiu separat de check-in pentru zboruri interne. Pasagerii care au conexiune între zborurile interne și internaționale trebuie să iasă din zona securizată, să meargă spre zona de check-in, iar apoi să se înregistreze pentru zborul de legătură.
Japan Airlines este în prezent principalul operator în T2. Terminalul a servit ca un hub pentru toți transportatorii Oneworld la NRT din 2010, când British Airways s-a mutat de la Terminalul 1. Mai multe alte companii aeriene utilizează terminalul, inclusiv membrii SkyTeam China Airlines și China Eastern Airlines, membrul Star Alliance Air India, dar și transportatorii neafiliați Air Macau, Air Niugini, Asia Atlantic Airlines, Eastar Jet, Emirates, Pakistan International Airlines, Philippine Airlines și Scoot.
Vanilla Air, un transportator low-cost, își are sediul în Terminalul 2, dar operează de la Terminalul 3.
All Nippon Airways și alți membri Star Alliance au folosit Terminalul 2 înainte de deschiderea Aripii de Sud a Terminalului 1 în 2006.

### Terminalul 3
Un al treilea terminal pentru transportatorii low-cost a fost deschis pe 8 aprilie 2015. Situat la 500 m nord de la Terminalul 2, noul terminal include mai multe măsuri de reducere a costurilor, printre care folosirea de autocolante în loc semne direcționale luminate și utilizarea porților în aer liber și a scărilor pentru îmbarcare în locul porților cu burduf. Aceste măsuri au fost luate pentru a reduce costurile operării pentru companiile aeriene și pasagerii acestora cu aproximativ 40% pe zborurile internaționale și 15% pe zborurile interne. Jetstar Japan, Vanilla Air și alți trei transportatori low-cost utilizează acest terminal. Terminalul include, de asemenea, un food-court deschis non-stop, cel mai mare food court dintr-un aeroport japonez, și o cameră de rugăciune multi-credință. A fost construit cu un cost de 15 miliarde de yeni și are o suprafață de 66.000 de metri pătrați.

## Companii aeriene și destinații

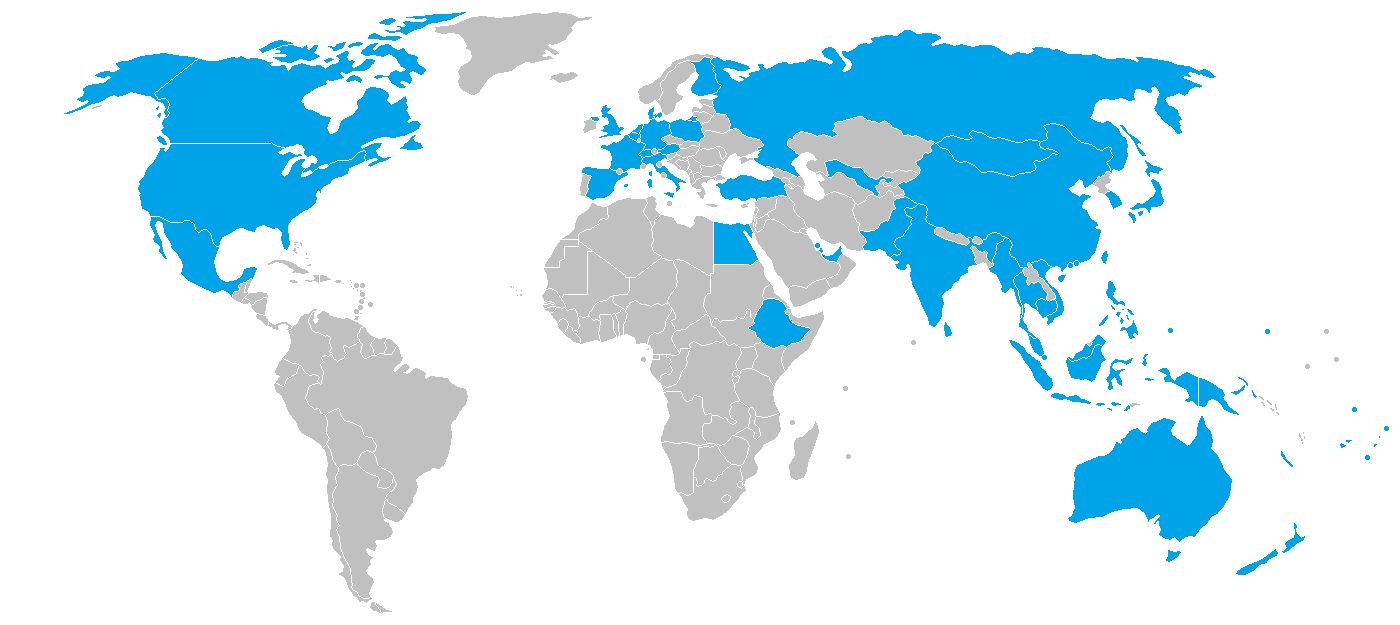
Țări în care pasagerii pot ajunge cu un zbor direct de la Tokyo-Narita

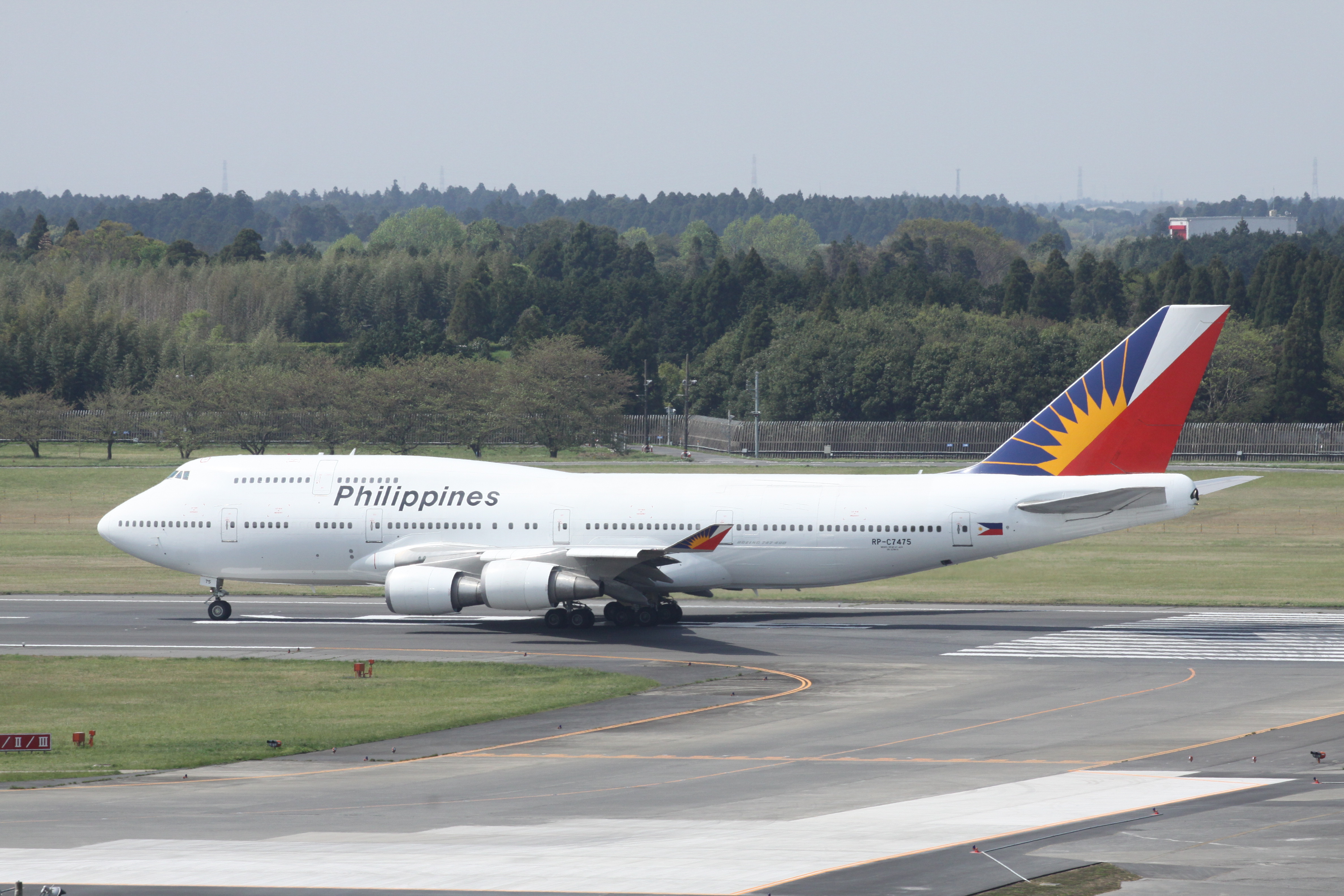
Philippine Airlines Boeing 747-400 pregătit pentru decolare.

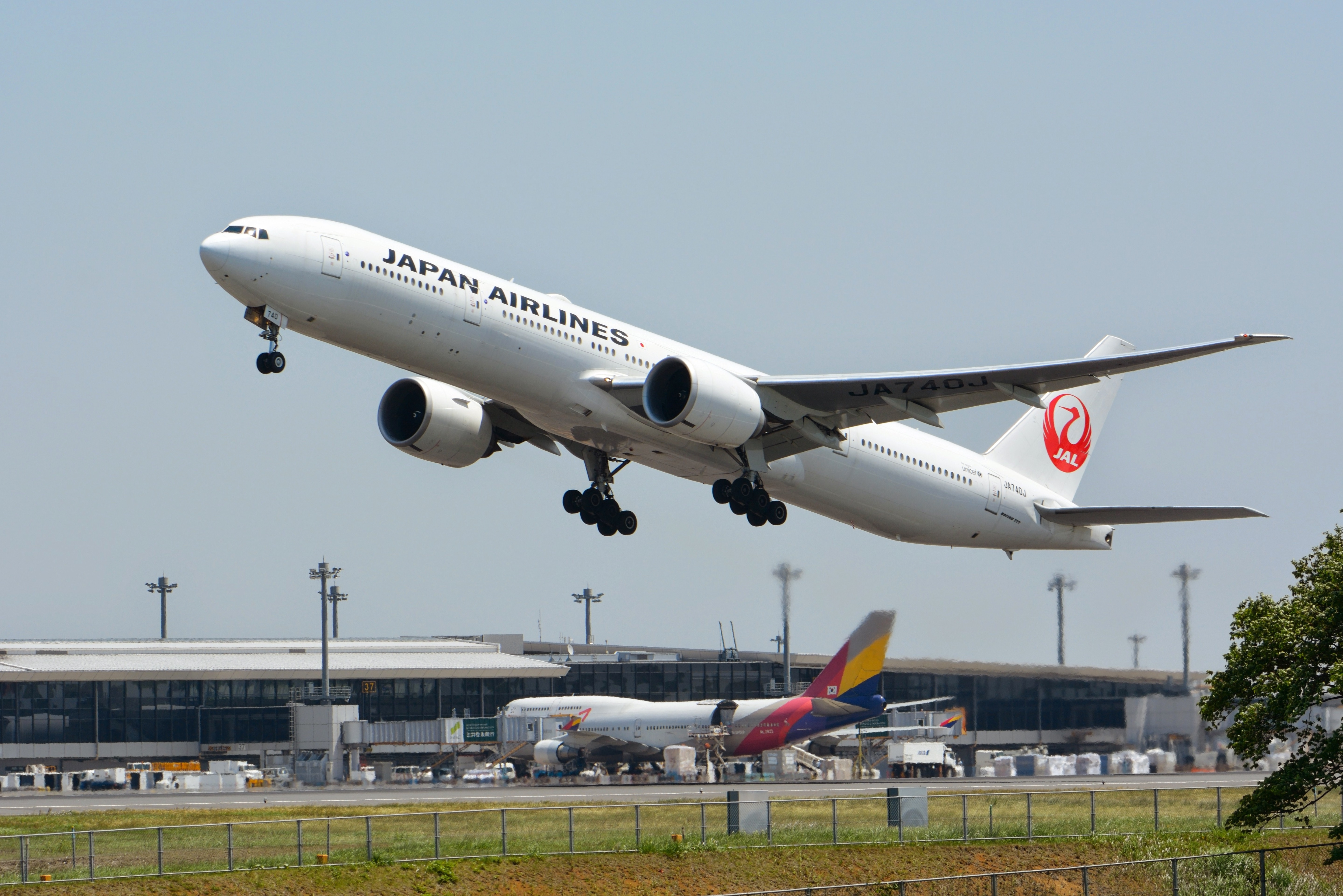
Japan Airlines Boeing 777-300ER în timpul decolării, cu Asiana Airlines Boeing 747-400 parcat la poartă.

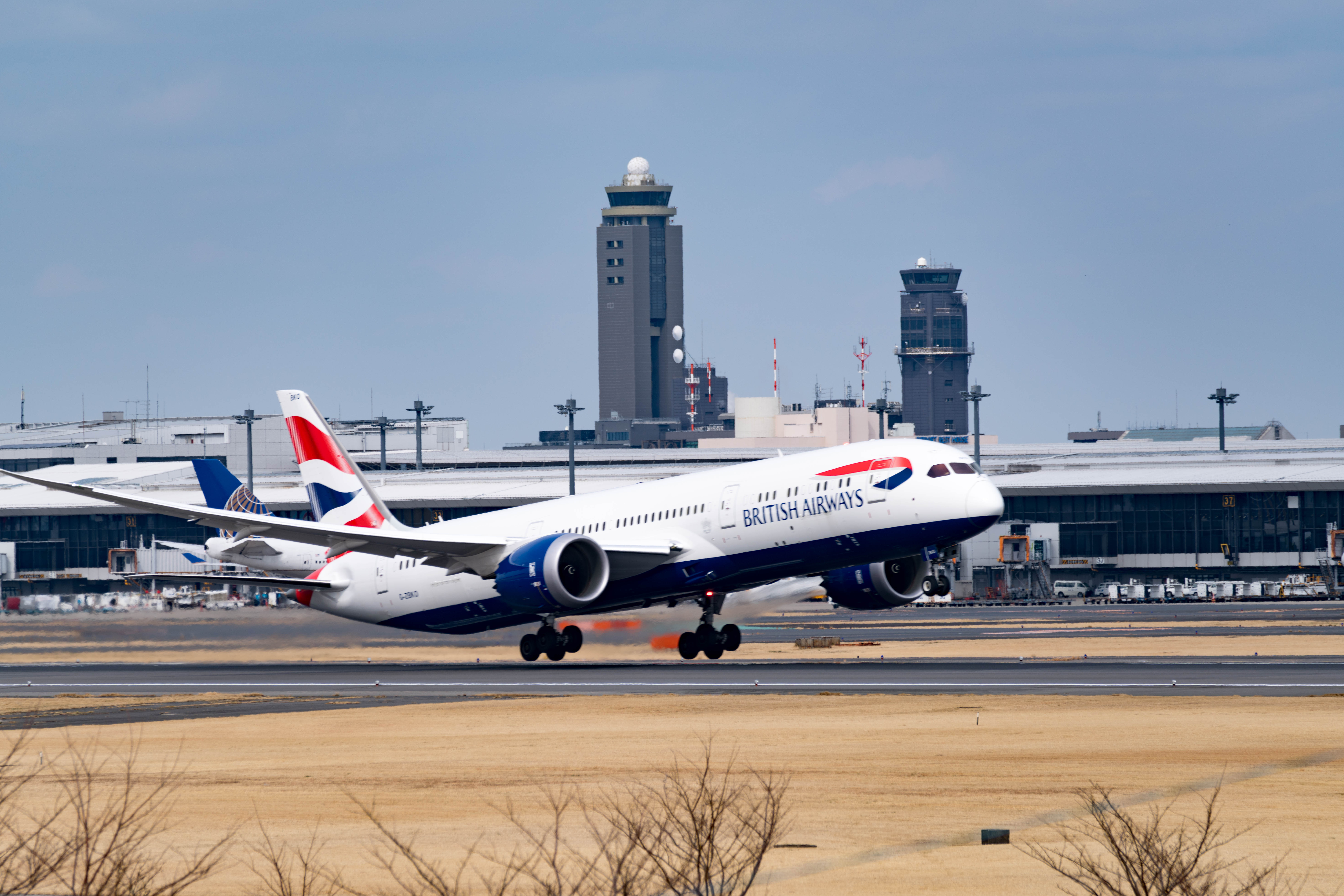
British Airways Boeing 787-9 la aterizare.

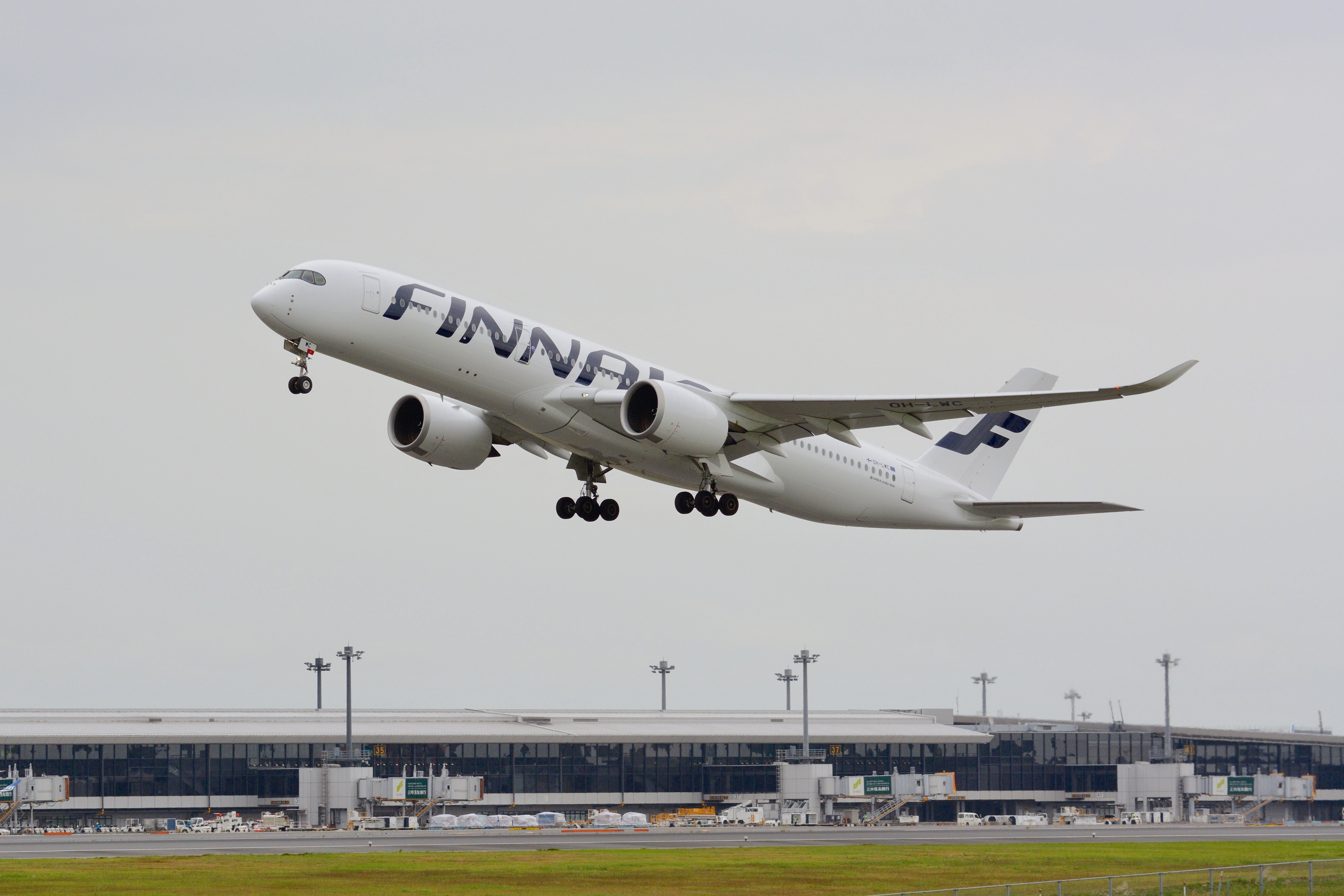
Finnair Airbus A350-900 la decolare.

### Pasageri
| Companie                        | Destinații |
| ------------------------------- | --- |
| Aeroflot                        | Moscova–Sheremetyevo |
| Aeroméxico                      | Mexico City |
| Air Busan                       | Busan, Daegu |
| Air Canada                      | Montréal–Trudeau, Vancouver Sezonier: Calgary, Toronto–Pearson |
| Air China                       | Beijing–Capital, Chengdu, Chongqing, Dalian, Shanghai–Pudong, Tianjin, Xining |
| Air France                      | Paris–Charles de Gaulle |
| Air India                       | Delhi |
| Air Macau                       | Macau |
| Air New Zealand                 | Auckland |
| Air Niugini                     | Chuuk, Port Moresby |
| Air Seul                        | Seul–Incheon |
| Air Tahiti Nui                  | Papeete |
| Aircalin                        | Nouméa |
| Alitalia                        | Milano–Malpensa, Roma–Fiumicino |
| All Nippon Airways              | Bangkok–Suvarnabhumi, Beijing–Capital, Bruxelles, Chengdu, Chicago–O'Hare, Dalian, Delhi, Düsseldorf, Fukuoka, Guangzhou, Hangzhou, Hiroshima, Ho Chi Minh City, Hong Kong, Houston–Intercontinental, Jakarta–Soekarno–Hatta, Komatsu, Kuala Lumpur–International, Los Angeles, Nagoya–Centrair, Manila, Mexico City, Mumbai, Naha, New York–JFK, Niigata, Osaka–Itami, Phnom Penh, Qingdao, San Francisco, San Jose (CA), Sapporo–Chitose, Seattle/Tacoma, Sendai, Shanghai–Pudong, Shenyang, Singapore, Taipei–Taoyuan, Washington–Dulles, Wuhan, Xiamen, Yangon |
| American Airlines               | Chicago–O'Hare, Dallas/Fort Worth, Los Angeles |
| Asiana Airlines                 | Seul–Incheon |
| Austrian Airlines               | Sezonier: Viena |
| British Airways                 | Londra–Heathrow |
| Cathay Pacific                  | Hong Kong, Taipei–Taoyuan |
| Cebu Pacific                    | Cebu, Manila |
| China Airlines                  | Honolulu, Kaohsiung, Taipei–Taoyuan |
| China Eastern Airlines          | Beijing–Capital, Nanjing, Shanghai–Pudong |
| China Southern Airlines         | Changchun, Changsha, Dalian, Harbin, Shenyang, Wuhan, Zhengzhou |
| Delta Air Lines                 | Atlanta, Detroit, Honolulu, Manila, Portland (OR), Seattle/Tacoma, Singapore |
| Eastar Jet                      | Seul–Incheon |
| EgyptAir                        | Cairo |
| Emirates                        | Dubai–International |
| Ethiopian Airlines              | Addis Ababa, Seul-Incheon |
| Etihad Airways                  | Abu Dhabi |
| EVA Air                         | Kaohsiung, Taipei–Taoyuan |
| Fiji Airways                    | Nadi |
| Finnair                         | Helsinki |
| Garuda Indonesia                | Denpasar/Bali |
| Hainan Airlines                 | Xi'an |
| Hawaiian Airlines               | Honolulu |
| Hong Kong Airlines              | Hong Kong |
| HK Express                      | Hong Kong |
| Iberia                          | Madrid |
| Ibex Airlines                   | Hiroshima, Komatsu |
| Indonesia AirAsia X             | Denpasar/Bali (ends 14 January 2019) |
| Japan Airlines                  | Bangkok–Suvarnabhumi, Beijing–Capital, Boston, Busan, Chicago–O'Hare, Dalian, Dallas/Fort Worth, Delhi, Frankfurt, Fukuoka, Guam, Hanoi, Helsinki, Ho Chi Minh City, Hong Kong, Honolulu, Jakarta–Soekarno–Hatta, Kailua-Kona, Kaohsiung, Kuala Lumpur–International, Los Angeles, Manila, Melbourne, Moscova–Domodedovo, Nagoya–Centrair, New York–JFK, Osaka–Itami, San Diego, Sapporo–Chitose, Seattle/Tacoma (resumes 31 March 2019), Shanghai–Pudong, Singapore, Sydney, Taipei–Taoyuan, Vancouver Sezonier: Paris–Charles de Gaulle                          |
| Jeju Air                        | Busan, Daegu, Guam, Seul–Incheon |
| Jet Asia Airways                | Bangkok–Suvarnabumi |
| Jetstar Airways                 | Cairns, Gold Coast |
| Jetstar Japan                   | Fukuoka, Hong Kong, Kagoshima, Kochi (begins 19 December 2018), Kumamoto, Matsuyama, Miyazaki, Nagasaki, Naha, Ōita, Osaka–Kansai, Manila, Sapporo–Chitose, Shanghai–Pudong, Taipei–Taoyuan, Takamatsu |
| Jin Air                         | Seul–Incheon |
| KLM                             | Amsterdam |
| Korean Air                      | Busan, Honolulu, Jeju, Seul–Incheon |
| LOT Polish Airlines             | Varșovia–Chopin |
| Malaysia Airlines               | Kota Kinabalu, Kuala Lumpur–International |
| Mandarin Airlines               | Taichung |
| MIAT Mongolian Airlines         | Ulaanbaatar |
| NokScoot                        | Bangkok–Don Mueang |
| Pakistan International Airlines | Beijing–Capital, Islamabad, Lahore, Karachi |
| Peach                           | Fukuoka, Osaka–Kansai |
| Philippine Airlines             | Cebu, Manila |
| Qantas                          | Brisbane, Melbourne |
| Qatar Airways                   | Doha |
| Royal Brunei Airlines           | Bandar Seri Begawan (begins 15 March 2019) |
| S7 Airlines                     | Irkutsk, Khabarovsk, Novosibirsk, Vladivostok |
| Scandinavian Airlines           | Copenhagen |
| Scoot                           | Bangkok–Don Mueang, Singapore, Taipei–Taoyuan |
| Shenzhen Airlines               | Shenzhen |
| Sichuan Airlines                | Chengdu |
| Singapore Airlines              | Los Angeles, Singapore |
| Spring Airlines Japan           | Chongqing, Harbin, Hiroshima, Osaka–Kansai, Saga, Sapporo–Chitose, Tianjin, Wuhan |
| SriLankan Airlines              | Colombo |
| Swiss International Air Lines   | Zürich |
| Thai AirAsia X                  | Bangkok–Don Mueang |
| Thai Airways                    | Bangkok–Suvarnabhumi |
| Thai Lion Air                   | Bangkok–Don Mueang (begins 7 December 2018) |
| Tigerair Taiwan                 | Kaohsiung, Taipei–Taoyuan |
| Turkish Airlines                | Istanbul–Atatürk (ends 31 December 2018), Istanbul–New (begins 31 December 2018) |
| T'way Airlines                  | Daegu, Jeju, Seul–Incheon |
| United Airlines                 | Chicago–O'Hare, Denver, Guam, Honolulu, Houston–Intercontinental, Los Angeles, Newark, San Francisco, Washington–Dulles |
| Uzbekistan Airways              | Tashkent |
| Vanilla Air                     | Amami Oshima, Cebu, Ho Chi Minh City, Hakodate, Hong Kong, Ishigaki, Kaohsiung, Naha, Sapporo–Chitose, Taipei–Taoyuan |
| VietJet Air                     | Hanoi (begins 11 January 2019) |
| Vietnam Airlines                | Da Nang, Hanoi, Ho Chi Minh City |
| XiamenAir                       | Fuzhou, Xiamen |
| Yakutia Airlines                | Yuzhno–Sakhalinsk Sezonier: Petropavlovsk-Kamchatsky |

### Cargo
| Companie                 | Destinații |
| ------------------------ | --- |
| Air China Cargo          | Beijing–Capital, Shanghai–Pudong |
| Air France Cargo         | Paris–Charles de Gaulle |
| AirBridgeCargo           | Amsterdam, Moscova–Sheremetyevo |
| Air Hong Kong            | Hong Kong |
| Air Incheon              | Seul–Incheon |
| Atlas Air                | Anchorage, Cincinnati |
| ANA Cargo                | Bangkok–Suvarnabhumi, Beijing–Capital, Dalian, Hong Kong, Jakarta–Soekarno–Hatta, Naha, Osaka–Kansai, Seul–Incheon, Shanghai–Pudong, Singapore, Taipei–Taoyuan, Xiamen                                                                                |
| Asiana Cargo             | Seul–Incheon |
| Cargo Garuda Indonesia   | Jakarta–Soekarno–Hatta |
| Cargolux                 | Seul-Incheon, Novosibirsk |
| Cathay Pacific Cargo     | Hong Kong |
| China Airlines Cargo     | Taipei–Taoyuan |
| China Cargo Airlines     | Shanghai–Pudong |
| Emirates SkyCargo        | Dubai–Al Maktoum |
| EVA Air Cargo            | Taipei–Taoyuan |
| FedEx Express            | Anchorage, Guangzhou, Memphis, Oakland |
| KLM Cargo                | Amsterdam |
| Korean Air Cargo         | Seul–Incheon |
| Lufthansa Cargo          | Frankfurt |
| MASkargo                 | Johor Bahru, Kuala Lumpur–International, Penang |
| Nippon Cargo Airlines    | Amsterdam, Anchorage, Bangkok–Suvarnabhumi, Beijing–Capital, Chicago–O'Hare, Dallas/Fort Worth, Edmonton, Hong Kong, Los Angeles, Milano–Malpensa, Nagoya–Centrair, New York–JFK, Osaka–Kansai, San Francisco, Seul–Incheon, Shanghai–Pudong, Tianjin |
| Polar Air Cargo          | Anchorage, Cincinnati |
| Singapore Airlines Cargo | Bangkok–Suvarnabhumi, Singapore |
| Southern Air             | Anchorage, Chicago–O'Hare, Seul–Incheon |
| Swiss WorldCargo         | Zürich |
| Uni-Top Airlines         | Wuhan |
| UPS Airlines             | Clark, Louisville, Ontario, Shanghai–Pudong |
| Yanda Airlines           | Bangkok–Suvarnabhumi |

## Transport la sol

### Feroviar

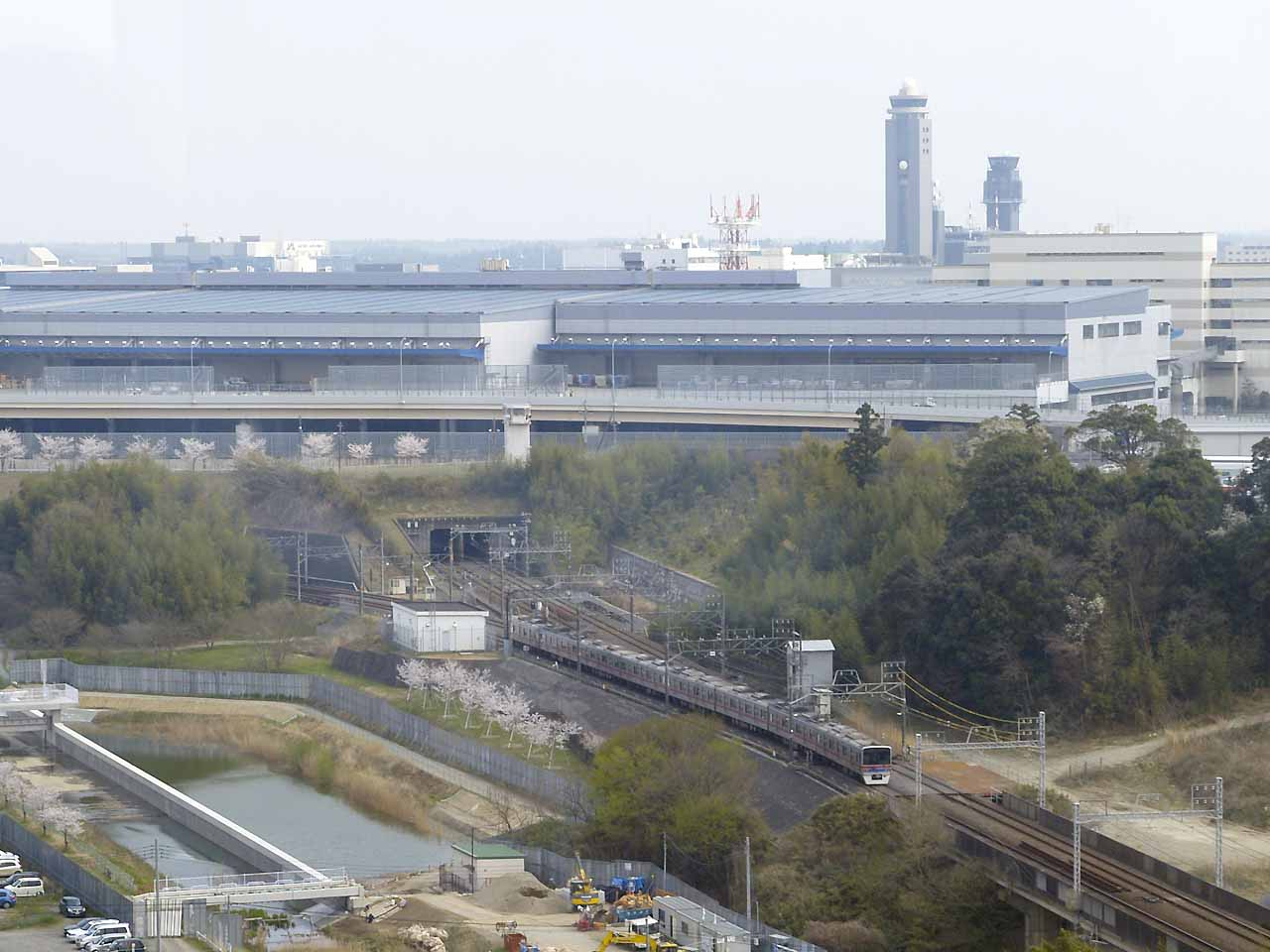
Intersecția Komaino în afara Aeroportul Narita. Tunelul din stânga duce la gările din terminale; tunelul din dreapta duce la Gara Higashi-Narita și Shibayama Railway.

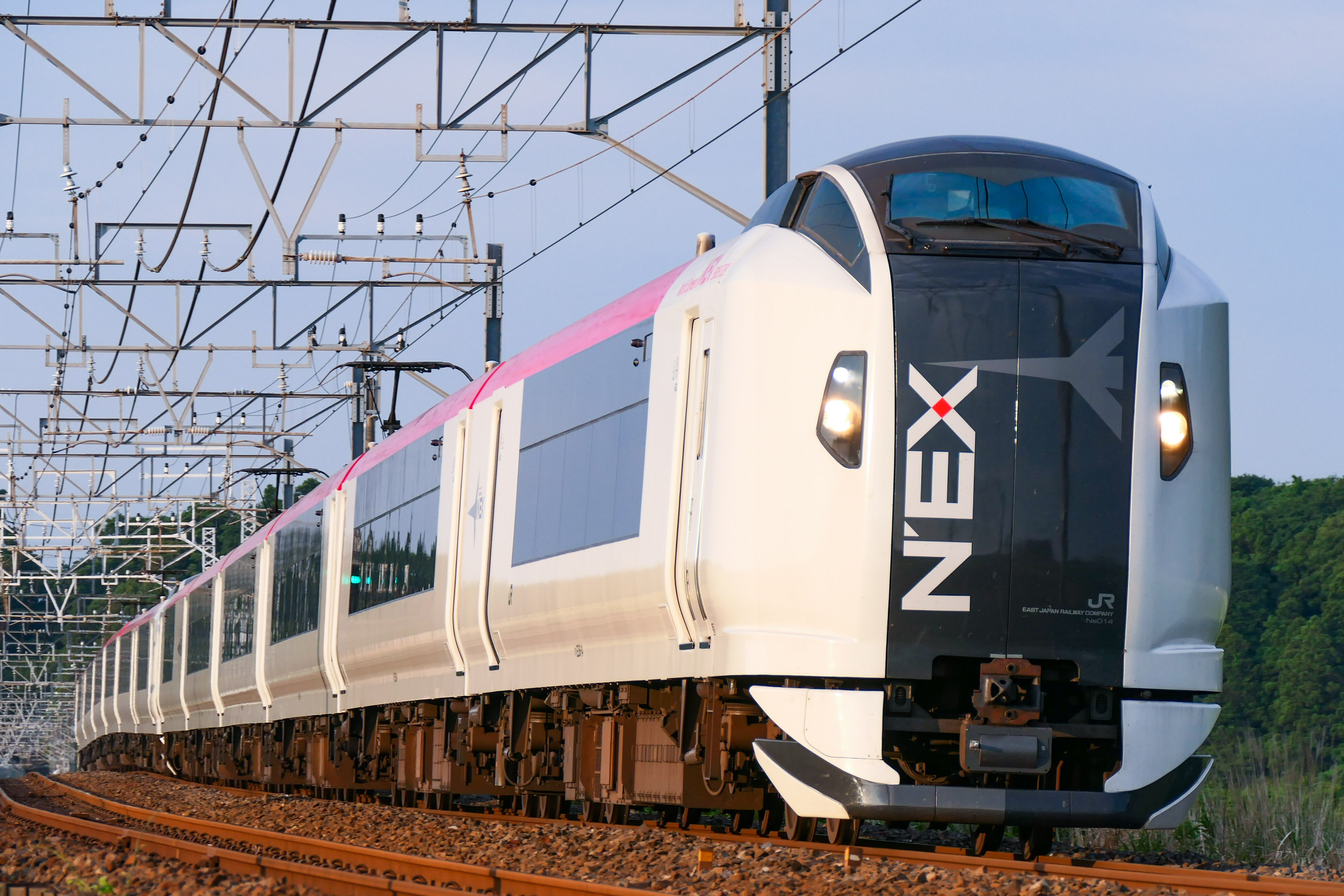
Trenul JR Narita Express

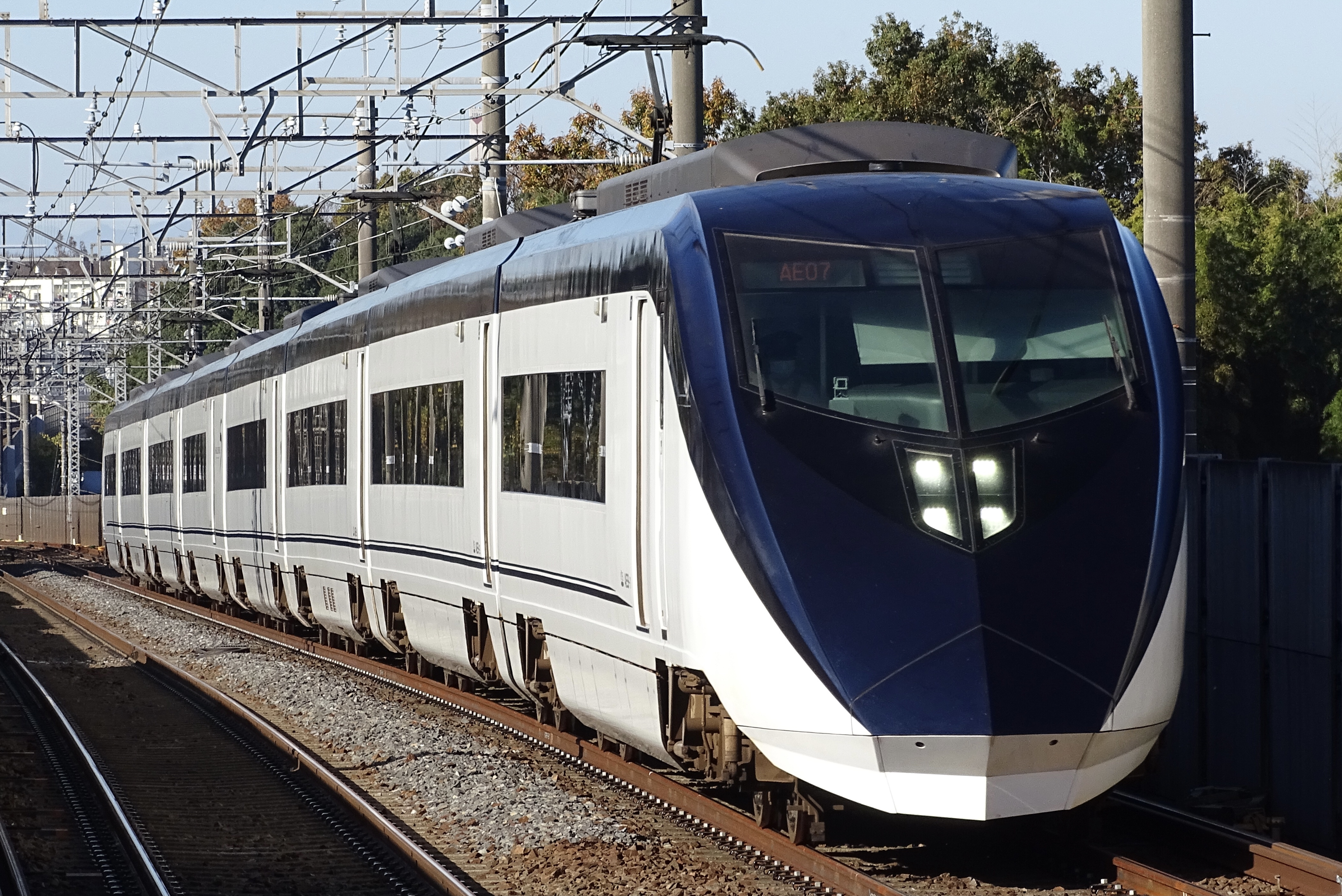
Trenul Keisei Skyliner

Aeroportul Narita are două legături feroviare, atât un tren express precum și trenurile de navetiști care operează pe diferite rute spre Tokyo și mai departe. Doi operatori deservesc aeroportul: East Japan Railway Company (JR East) și Keisei Electric Railway. Trenurile spre și de la aeroport opresc la gara Narita Airport Terminal 1 de la Terminalul 1 și gara Narita Airport Terminal 2·3 de la Terminalul 2.

#### Trenuri JR
Narita Express circulă de la aeroport pe liniile Narita și Sōbu spre Gara Tokyo. La Tokyo, garnitura de tren se separă, cu un grup circulând în bucla, în sens orar, în jurul centrul orașului Tokyo, spre Shonan-Shinjuku Line, oprind la Shibuya, Shinjuku, Ikebukuro, Ōmiya și/sau Takao, în timp ce celălalt grup continuă călătoria spre sud la Shinagawa, Yokohama și Ōfuna pe linia Yokosuka. Trenuri de obicei circulă non-stop între Aeroportul Narita și Tokyo, dar în timpul orelor de vârf opresc la Narita, Sakura, Yotsukaidō  și Chiba pentru navetiști. Ziua, călătoria non-stop durează 55 de minute de la aeroport la Tokyo. O singură călătorie de la aeroport la Gara Tokyo costă ¥3.020, în timp ce spre destinații mai îndepărtate costă până la ¥4.620. Toate locurile sunt rezervate.
O tren rapid suburban este de asemenea operat de JR. Acesta urmează același traseu de la Gara Tokyo, dar oprește în 15 gări pe traseu, întrga călătorie durând 80 de minute. De la Gara Tokyo, cele mai multe trenuri continuă pe linia Yokosuka la Ōfuna, Zushi, Yokosuka și Kurihama în Prefectura Kanagawa. O singură călătorie spre Gara Tokyo pe acest traseu costă ¥1.320.
Clasa întâi „Green Car” este disponibilă pe ambele trenuri pentru un cost suplimentar.

#### Trenuri Keisei
Keisei operează două linii între Aeroportul Narita și centrul orașului Tokyo. Linia nouă Keisei Narita Airport merge aproape drept prin nordul Prefecturii Chiba, în timp ce linia mai veche, Magistrala Keisei, trece prin orașele Narita, Sakura și Funabashi. Liniile converg la gara Keisei-Takasago în nord-estul Tokyo și apoi urmează o cale comună spre gara Nippori și gara Keisei Ueno, ambele situate pe partea de nord-est a liniei Yamanote care ocolește centrul orașului Tokyo.
Keisei operează mai multe trenuri între aeroport și Tokyo:
Skyliner este cel mai rapid tren între aeroport și linia Yamanote. Timpul de călătorie este de 36 de minute spre Nippori și 41 de minute spre Keisei Ueno. La gara Tokyo se poate ajunge în 50 de minute cu un transfer pe linia Yamanote. O singură călătorie de la aeroport la gara Nippori costă ¥2.470.
Trenurile Morningliner și Eveningliner operează spre Tokyo în dimineața și dinspre Tokyo seara și fac opriri intermediare la Keisei Narita, Keisei SakuraKeisei Sakura, Yachiyodai, Keisei Funabashi și Aoto pentru navetiști. O singură călătorie spre Nippori pe acest traseu costă ¥1.440.
Trenurile suburbane Acces Express operează pe linia Narita Sky, dar cu opriri intermediare pe traseu. O singură călătorie de la aeroport la Nihombashi (pe linia Toei Asakusa) costă ¥1.330. Majoritatea trenurilor Acces Express ajung până la Aeroportul Haneda pe linia Toei Asakusa și Magistrala Keikyu înainte de ora 5 după amiază, după care opresc doar la Nippori și Keisei Ueno.
Trenurile suburbane Limited Expres operează pe Magistrala Keisei. Acestea sunt cele mai ieftine și cele mai lente trenuri între Narita și centrul Tokyo, ajungând la Nippori în 70-75 de minute și Keisei Ueno în 75-80 de minute. O singură călătorie spre Nippori pe acest traseu costă ¥1.030.
Toate locurile necesită rezervare pe trenurile express „Liner”, în timp ce trenurile suburbane „Express” nu necesită rezervare.

### Autobuz

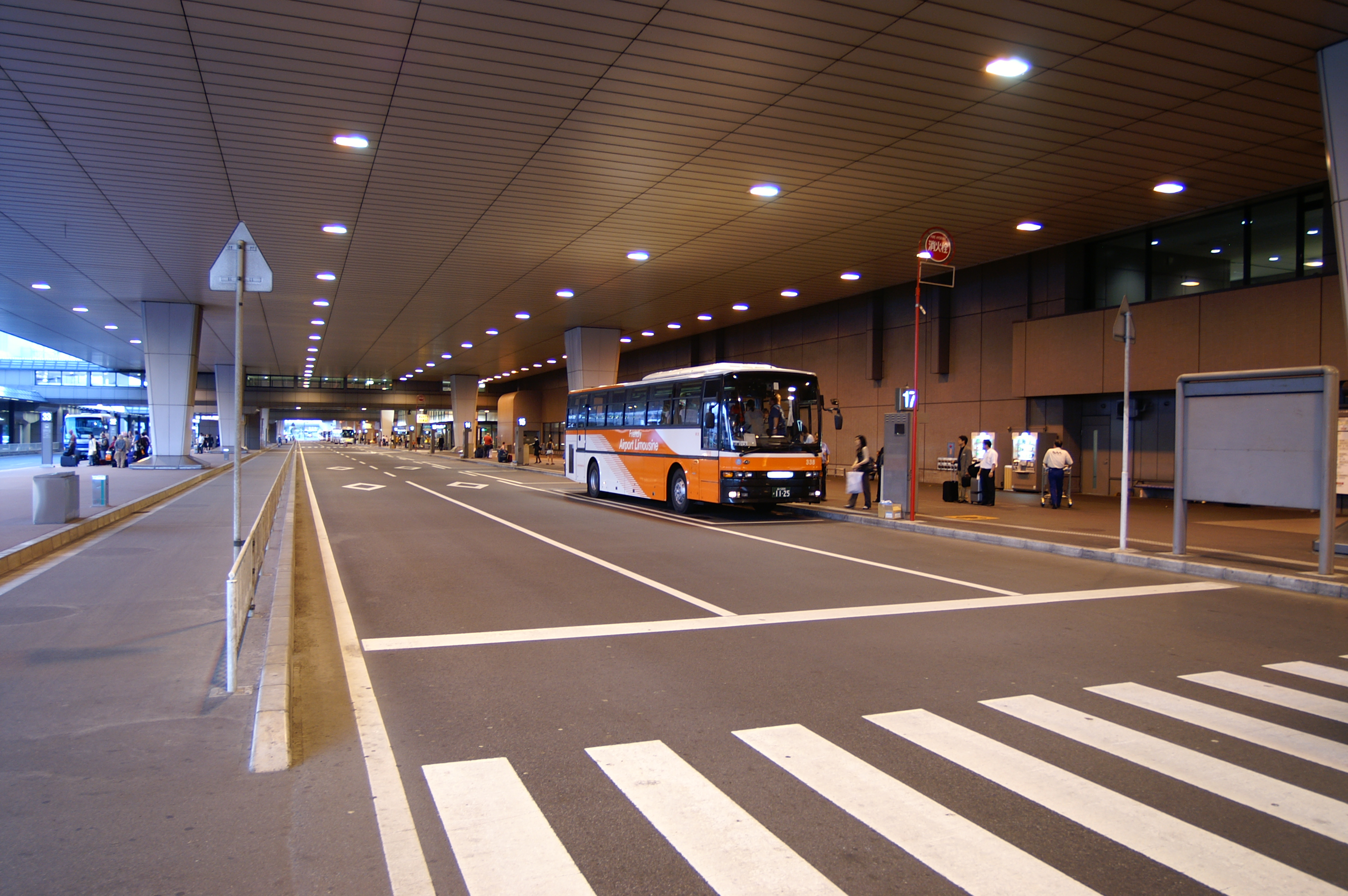
Autobuz Airport Limousine

Există curse regulate de autobuz (limuzină) spre Tokyo City Air Terminal în 55 de minute și spre marile hoteluri și stații de cale ferată din zona Tokyo în 35-120 minute. Acestea sunt de multe ori mai încete decât trenurile din cauza blocajelor de trafic. Operatorul principal al acestor servicii este de Airport Transport Service. Alți operatori includ Keisei Bus, Chiba Kotsu și Narita Kuko Kotsu.
Există și un autobuz de noapte spre Kyoto și Osaka. De asemenea, autobuzele merg și către baze militare americane din apropiere, inclusiv Bază navală Yokosuka și Baza aeriană Yokota.

### Taxi
Servicii de taxi cu prețul fix sunt disponibile spre Tokyo, Kawasaki, Yokohama, Yokosuka, Miura. Acestea costă între ¥14.000 și ¥40.300 în funcție de destinație (taxa de autostrada de între ¥2.250 – ¥2.850 nu este inclusă în tariful fix și trebuie să fie plătită ca un cost suplimentar). Aceste servicii sunt operate de membrii  Narita International Airport Taxi Council.

### Elicopter
Mori Building City Air Service a oferit un serviciu charter de transfer cu elicopterul între Narita și complexul Ark Hills din Roppongi, cu durata de 35 de minute, la prețul de 280.000 de yeni per zbor pentru până la cinci pasageri. Operarea a fost întreruptă pe data de 1 decembrie 2015.

### Transfer spre/dinspre Aeroportul Haneda
Aeroportul Haneda este la aproximativ 1,5–2 ore de la Aeroportul Narita cu trenul sau cu autobuzul. Pe calea ferată, Keisei Electric Railway operează trenuri directe între Narita și Haneda în 101 minute pentru ¥1740 (în luna mai 2012). Tokyo Monorail duce de la Haneda la gara Hamamatsuchō în 15-20 de minute. Un scurt transfer cu Japan Railway spre gara Tokyo este necesar pentru a ajunge la trenul Narita Express spre aeroportul Narita. Există, de asemenea, autobuze directe între aeroporturi operate de Airport Limousine Bus. Călătoria durează 65-85 de minute sau mai mult, în funcție de trafic, și costa ¥3000 în mai 2012.